# Invasion abbasside de l'Asie Mineure (782)
Pour les articles homonymes, voir Invasion abbasside de l'Asie Mineure.
Guerres byzantino-arabes
Batailles
- Mu'tah (629)
- Ajnadayn (634)
- Damas (634)
- Fahl (635)
- Yarmouk (636)
- Jérusalem (636-637)

- Héliopolis (640)
- Nikiou (646)

- Sufétula (647)
- Tahouda (683)
- Mammès (688)
- Carthage (698)
- Oued Nini (698)

- 1re Constantinople (674-678)
- Sébastopolis (692)
- Tyane (~708)
- 2e Constantinople (717-718)
- Andrinople (718)
- Nicée (727)
- Akroinon (740)

- Kamacha (766)
- Invasion de l'Asie Mineure (782)
- Kopidnadon (788)
- Krasos (804)
- Invasion de l'Asie Mineure (806)
- Anzen (838)
- Amorium (838)
- Mauropotamos (844)
- Poson (863)
- Bathys Ryax (872 ou 878)

- Syracuse (877-878)
- Stelai ou 1re Milazzo (880)
- 2e Milazzo (888)
- Taormine (902)
- Garigliano (915)
- Détroit (965)
- Georges Maniakès en Sicile (1038-1040)

- Phœnix de Lycie (655)
- Keramaia (746)
- Conquête musulmane de la Crête (années 820)
- Damiette (853)
- Raguse (866-868)
- Kardia (~872-873)
- Golfe de Corinthe (~873)
- Céphalonie (880)
- Chalcis (~883)
- Thessalonique (904)

- Portes ciliciennes (878)
- Campagnes de Jean Kourkouas (926-944)
- Marach (953)
- Raban (958)
- Andrassos (960)
- Campagnes de Nicéphore II Phocas (956-969)
- Chandax (960-961)
- Alexandrette (971)
- Campagnes de Jean Tzimiskès (~950-975)
- Gués de l'Oronte (994)
- Alep (994-995)
- Apamée (998)
- Campagnes de Basile II (979-999)
- Azâz (1030)

L'invasion abbasside de l'Asie Mineure de 782 est l'une des plus grandes opérations lancées par le califat abbasside contre l'Empire byzantin. L'invasion est lancée comme une démonstration de la puissance militaire abbasside après plusieurs succès byzantins. Dirigée par l'héritier du trône, Hâroun ar-Rachîd, l'armée abbasside atteint Chrysopolis, située sur le Bosphore, en face de Constantinople tandis qu'une force moins importante pille l'Asie Mineure et y défait les forces byzantines. Hâroun ne pouvant pas attaquer Constantinople car il n'a pas de flotte, il est contraint de se replier. Dans le même temps, les Byzantins ayant réussi à neutraliser le détachement laissé pour sécuriser les arrières de l'armée abbasside en Phrygie, ils parviennent à piéger les forces d'Hâroun entre leurs deux armées convergentes. Toutefois, la défection du général arménien Tatzatès permet à Hâroun de prendre le dessus. Il parvient à faire prisonnier Staurakios, le principal ministre d'Irène l'Athénienne. Cette dernière est contrainte d'accepter une trêve de trois ans et le paiement d'un lourd tribut annuel. Irène fixe ensuite son attention sur les Balkans mais la guerre contre les Arabes reprend en 786 jusqu'à ce que la pression arabe croissante n'entraîne la signature d'une nouvelle trêve en 798 dont les termes sont similaires à celle de 782.

## Contexte
Profitant des difficultés internes du califat omeyyade qui entraînent la guerre civile des années 740 et l'arrivée au pouvoir des Abbassides, les Byzantins dirigés par Constantin V parviennent à reprendre l'initiative sur leur frontière orientale et à poursuivre une stratégie agressive. Toutefois, avec la consolidation progressive du régime abbasside dans les années 760 et 770, la situation s'équilibre. Les Arabes reprennent leurs raids de grande envergure au sein même de l'Asie Mineure bien que les Byzantins soient capables de lancer d'importantes contre-offensives. Ainsi, en 778, les Byzantins dirigés par Michel Lachanodrakôn s'emparent de Germanicée où ils s'emparent d'un important butin et de plusieurs prisonniers syriens de confession chrétienne. Ils défont ensuite une armée arabe dirigée par le général Thumama ibn al-Walid envoyée contre eux,,. L'année suivante, les Byzantins prennent et rasent la forteresse d'Hadath, forçant le calife Al-Mahdi à remplacer Thumama par le vétéran al-Hasan ibn Qahtaba. Hasan dirige une armée de plus de 30 000 hommes dans une invasion du territoire byzantin mais les Byzantins n'offrent aucune résistance et se replient dans des villes bien fortifiées et des refuges, jusqu'à ce que le manque de vivres ne contraigne Hasan à se replier sans avoir remporté de victoire majeure,,.
En réponse à ces succès byzantins, le calife se résout à diriger une campagne en personne. Le 12 mars 780, Al-Mahdi quitte Bagdad pour Alep avant de se diriger vers Hadath qu'il refortifie. Il avance ensuite vers Arabissus où il quitte l'armée pour retourner à Bagdad. Hâroun, son fils et héritier plus connu sous le nom d'Ar-Rachîd est laissé à la tête de la moitié de l'armée qui lance un raid contre les Arméniaques et prend le fort de Semaluos. Thumama à qui est confié le commandement de l'autre moitié de l'armée, pénètre profondément en Asie Mineure. Ainsi, il atteint le thème des Thracésiens mais est lourdement défait par Lachanodrakon,. En juin 781, alors que les Arabes se préparent à lancer leur raid annuel, l'impératrice Irène rassemble l'armée des thèmes anatoliens qu'elle place sous le commandement du sacellaire Jean. Dans le même temps, la force d'invasion arabe réunie à Hadath et dirigée par Abd al-Kabir, un arrière-petit-neveu du calife Omar ibn al-Khattâb. Les Musulmans traversent la Cappadoce byzantine par le col d'Hadath. Là, ils rencontrent l'armée byzantine près de Césarée. La bataille qui s'ensuit est une défaite sévère pour les Arabes, ce qui force Abd al-Kakir à abandonner la campagne et à battre en retraite en Syrie,.
Cette défaite rend le calife furieux. Il décide alors de préparer une nouvelle expédition. Celle-ci a pour but d'être une démonstration de force et une image de la supériorité du califat. C'est la plus grande armée envoyée contre Byzance dans la deuxième moitié du VIIIe siècle. Elle aurait compris 95 793 hommes, soit le double des effectifs byzantins en Asie Mineure. Cette campagne coûte à l'empire abbasside une somme de 1,6 million de nomismata, soit presque autant que le revenu annuel de l'Empire byzantin. Hâroun est le chef officiel de cette expédition mais il est épaulé par des officiers expérimentés.

## La campagne
Le 9 février 782, Hâroun quitte Bagdad. Les Arabes traversent les Monts Taurus par les Portes ciliciennes et se dirigent rapidement vers la forteresse frontalière de Magida. De là, ils progressent le long des routes militaires traversant le plateau anatolien en direction de la Phrygie. Dans cette région, Hâroun laisse son lieutenant, l'hadjib Al-Rabi' ibn Yunus assiéger la ville de Nacolia et garder ses arrières. Dans le même temps, une autre force qui aurait compté 30 000 hommes, dirigée par al-Barmaki (un membre non-identifié de la puissante famille des Barmécides, peut-être Khalid ibn Barmak) est envoyé lancer un raid contre les riches côtes de l'Asie Mineure. Quant à Hâroun, il dirige l'armée principale vers le thème des Opsikion. Les récits des évènements ultérieurs issus des différentes sources primaires (Théophane le Confesseur, Michel le Syrien et al-Tabari) diffèrent sur les points de détail mais le déroulement général de la campagne peut être retracé,. 
Selon Warren Treadgold, l'effort byzantin semble avoir été conduit par l'eunuque Staurakios, le principal ministre d'Irène, dont la stratégie est d'éviter une confrontation directe avec l'importante armée d'Hâroun. Au contraire, il attend que celle-ci se divise et progresse ensuite pour affronter les différents détachements séparément. Les Thracésiens dirigés par Lachanodrakôn s'opposent à al-Barmaki près d'une localité du nom de Darenos. Toutefois, il est vaincu et souffre de lourdes pertes (15 000 hommes selon Théophane, 10 000 selon Michel le Syrien). L'issue du siège mené par al-Rabi n'est pas connue avec certitude mais il semble être un échec pour les Arabes. Le récit de Théophane semble indiquer que la ville est prise mais Michel le Syrien rapporte que les Arabes souffrent de lourdes pertes et échouent à s'emparer de la cité. Cette version est confirmée par les sources hagiographiques,. Al-Tabari rapporte que le détachement dirigé par Yazid ibn Mazyad rencontre une force byzantine dirigée par un certain Nicetas, dont le titre est « comte des comtes » (peut-être Comte du thème de l'Opsikion). Dans la bataille qui s'ensuit (probablement à proximité de Nicée, Nicétas est blessé et mis à bas de son cheval dans un combat singulier contre le général arabe et doit se replier. Il bat probablement en retraite vers Nicomédie, où il rejoint les tagmata impériales (les régiments de la garde professionnels) dirigés par le domestique des Scholes Antoine. Hâroun décide de ne pas affronter cette armée et avance vers la cité de Chrysopolis, sur le rivage du Bosphore faisant directement face à Constantinople. Manquant de navires pour traverser le Bosphore et n'ayant pas l'intention d'assaillir la cité impériale, Hâroun a probablement décidé de faire de cette expédition une démonstration de la force arabe,,.
En outre, malgré son succès ultérieur, la situation d'Hâroun est alors précaire. En effet, la défaite d'al-Rabi menace ses lignes de communication avec le califat. De fait, après avoir pillé les « banlieues » asiatiques de Constantinople, Hâroun décide de se replier. Toutefois, au cours de son trajet le long du Sangarius, à l'est de Nicée, il est encerclé par les forces d'Antoine sur ses arrières et par les forces des Bucellaires de Tatzatès face à lui,,. Heureusement pour Hâroun, Tatzatès, un prince arménien qui a quitté sa terre natale dirigée par les Arabes pour rejoindre Byzance vers 760 et qui est étroitement associé au régime iconoclaste de Constantin V, a pris secrètement contact avec lui. Il promet de l'aider en échange du pardon arabe et de la garantie d'un retour pour lui et sa famille en Arménie. Théophane explique l'action de Tatzatès par son hostilité envers Staurakios, le favori d'Irène mais il est certain qu'elle cache un hostilité plus large envers le régime d'Irène. Comme Ralph-Johannes Lilie l'écrit : « Tatzatès ne voyait aucune opportunité d'importance pour lui dans le nouveau régime et s'est servi de l'occasion qui lui était offerte par sa situation »,,,.
Ainsi, quand Hâroun demande à négocier, Irène envoie une délégation comprenant Staurakios, Antoine et le magistros Pierre. Confiant dans leur situation militaire, ils négligent de demander aux Arabes la promesse d'assurer leur sécurité et de ne pas les prendre en otage. De fait, quand ils arrivent dans le camp arabe, ils sont faits prisonniers. Cet évènement, couplé avec la trahison de Tatzatès et le manque de fiabilité de ses troupes, Irène est contrainte de négocier leur libération et notamment de celle de Stauraios, son homme lige,,.
Les deux empires concluent une trêve de trois en échange du paiement d'un lord tribut annuel par les Byzantins. Les sources arabes mentionnent des sommes allant de 70 000 à 100 000 nomismata en or. Une autre source ajoute une quantité de 10 000 pièces de soie. Le récit de Tabari rapporte que le tribut s'élève à 90 ou 70 000 dinars et doit être payé « au début du mois d'avril et en juin de chaque année ». Selon Treadgold, cette information implique que les Byzantins doivent payer en deux fois : d'abord 90 000 pièces puis 70 000 pièces. En outre, les Byzantins doivent fournir de l'approvisionnement et des guides à l'armée d'Hâroun pour son retour en terre arabe. Enfin, ils doivent envoyer la femme et les biens de Tatzatès au sein du califat abbasside. Hâroun relâche tous les prisonniers (5 643 selon Tabari) mais garde le riche butin qu'il a accumulé. Il retourne au califat en septembre 782. Dans son récit de l'expédition, Tabari indique que les forces arabes ont pris l'équivalent de 194 450 dinars en or et 21 414 800 dirhams en argent. De plus, elles ont tué 54 000 Byzantins lors de la bataille et 2 090 en captivité. Enfin, elles capturent 20 000 animaux et massacrent 100 000 têtes de bétail.

## Conséquences
Le succès de l'expédition arabe a d'importantes répercussions sur Byzance. Le résultat de l'invasion abbasside représente un coup majeur porté au prestige de l'impératrice Irène. Tatzatès, un général capable et expérimenté quitte le giron de l'empire pour devenir le dirigeant de l'Arménie, pour le compte des Abbassides. Toutefois, en dépit de l'humiliant traité de paix, les pertes byzantines ne sont pas si importantes, relativement à l'ampleur de l'attaque arabe. Irène profite de la trêve de trois ans pour renforcer sa position interne. Elle semble avoir congédié la plupart des généraux de l'ancienne garde de Constantin V, dont l'iconoclaste fanatique Michel Lachanodrakôn, principale victime de cette purge. Grâce à cette politique, Irène reprend le contrôle de l'armée et peut reconcentrer ses efforts sur l'expansion et la consolidation du contrôle byzantin sur les populations slaves des Balkans,.
Malgré la trêve, le chroniqueur Ibn Wadih mentionne des raids arabes en Asie Mineure lors des années 783, 784 et 785. Si cela est vrai, ils sont probablement de faible importance car les sources principales s'accordent autour du fait que la trêve est mutuellement respectée jusqu'au printemps 785. Cette année-là, alors qu'Irène a renforcé son emprise sur l'armée et se prépare à affronter les iconoclastes, elle décide d'arrêter le paiement du tribut et les hostilités reprennent. Au début de l'année 786, les Byzantins remportent d'importantes victoires, rasant et pillant la ville forteresse d'Hadath en Cilicie tandis que les Abbassides ont passé les cinq années précédentes à renforcer cette position pour en faire une forteresse majeure et une base militaire pour leurs expéditions en Anatolie. Néanmoins, après l'accession au pouvoir d'Hâroun ar-Rachîd au trône califal la même année, les Abbassides reprennent l'initiative. La pression arabe s'accroît alors au point qu'en 798, Irène est contrainte de demander un traité de paix qui reprend les stipulations de la trêve de 782.

## Sources
- Marius Canard, « Les expéditions des Arabes contre Constantinople dans l'histoire et dans la légende », Journal asiatique, vol. 208,‎ 1926, p. 61-121
- (en) Hugh N. Kennedy, The Armies of the Caliphs : Military and Society in the Early Islamic State, Londres, Routledge, 2001 (ISBN 978-0-203-45853-2)
- (en) Hugh N. Kennedy, The History of Al-Tabari, Volume XXIX : Al-Mansur and Al-Mahdi, Albany, State University of New York Press, 1990, 281 p. (ISBN 0-7914-0142-1)
- (en) Cyril Mango et Roger Scott, The Chronicle of Theophanes Confessor. Byzantine and Near Eastern History, AD 284–813, Oxford, Oxford University Press, 1997 (ISBN 0-19-822568-7)
- (en) Warren Treadgold, The Byzantine Revival,780-842, Stanford, Calif., Stanford University Press, 1988, 504 p. (ISBN 0-8047-1462-2)
- (en) E. W. Brooks, « Chapter V. (A) The Struggle with the Saracens (717–867) », dans The Cambridge Medieval History, Volume IV: The Eastern Roman Empire (717–1453), Cambridge University Press, 1923
- (de) Ralph-Johannes Lilie, Byzanz unter Eirene und Konstantin VI. (780–802), Francfort sur le Main, Peter Lang, 1996, 435 p. (ISBN 3-631-30582-6)
- (en) Christos Makripoulias, « Campaign of the Arabs in Asia Minor, 781-82 », Encyclopedia of the Hellenic World, Asia Minor, Foundation of the Hellenic World,‎ 2002